# Canon EOS R8
Die Canon EOS R8 ist eine spiegellose Systemkamera von Canon mit Vollformatsensor. Sie wurde im Februar 2023 vorgestellt; im Mai darauf wurde sie in Deutschland zu einem Listenpreis von 1799 Euro in den Handel eingeführt.

## Merkmale
Die EOS R8 ist der Nachfolger der 2019 eingeführten EOS RP. Sie ist eine Mischung aus der EOS RP (Gehäuseform) und der im Januar 2023 vorgestellten EOS R6 Mark II (Sensor und Prozessor DIGIC X). Änderungen zum Vorgänger betreffen Autofocus und Bildfrequenz von bis zu 40 Bildern pro Sekunde bei Nutzung des elektronischen Verschlusses sowie verbesserte Videofunktionen.
Der Sucher hat eine Auflösung von 2,36 Millionen Bildpunkten (1.024 × 768 × 3 Farben).
Focus-Stacking und Panorama-Stitching stehen zur Verfügung. Für Blitzlicht oder GPS muss man auf externes Zubehör zurückgreifen, welches am Multifunktions-Zubehörschuh befestigt werden kann.
Die Kamera verfügt über Digital-Anschluss (USB-C) einen HDMI-Ausgabeanschluss (Micro-HDMI-Ausgang Typ D), einen Eingang für ein externes Mikrofon (Stereo-Mini-Klinkenstecker mit 3,5 mm Durchmesser), einen Kopfhöreranschluss (Stereo-Mini-Klinkenstecker mit 3,5 mm Durchmesser) und eine Fernbedienungsbuchse. Sie lässt sich mit Bluetooth und W-LAN verbinden.